# Indohya besucheti
Indohya besucheti (Beier, 1974) es una especie de arácnido del orden Pseudoscorpionida de la familia Hyidae. 

## Descripción
Dientes homodentados en el dedo fijo de la quelícera, los dientes de la quelícera muy juntos, pérdida del aparato venenoso en el dedo fijo de la quelícera, gran apófisis dorsal en forma de ala en la genitalia del macho. La mano de la quelícera presenta cinco setas; el dedo fijo de la quelícera tiene 20–21 dientes muy planos.

## Distribución geográfica
Se encuentra en la India.